# 荣祥
荣祥 （1894年—1978年），字耀宸，笔名塞翁，蒙古族，清末歸化城土默特（今內蒙古自治區土默特左旗）人，中華民國大陸時期及中华人民共和国政治人物、文学家。

## 生平
荣祥毕业于北京中央政法专门学校法律科。后来，他历任山西省参议会议员，垦务督办公署秘书，绥远学办局二科科长，并且创建了师范学校。后来，他历任山西陆军骑兵第五师中校参谋主任，绥远镇守使署参谋长，土默特旗总管公署秘书长。1931年，出任土默特驻蒙藏委员会代表。同年，筹建绥远省通志馆，编纂《绥远通志稿》，担任编辑部主任。1932年任蒙边司令部少将参谋长，土默特特别旗总管，蒙旗宣慰使公署秘书长。抗日战争期间，荣祥出任第一届国民参政会参政员，还曾任蒙古抗日游击军第三军区司令部中将司令。抗日战争胜利后，任蒙旗宣慰使，土默特旗总管。第二次国共内战末期，1949年9月19日，绥远和平起义，荣祥为起义签字人之一。
中华人民共和国成立后，荣祥任绥远省人民政府民族事务委员会副主任、土默特旗旗长、呼和浩特市副市长、呼和浩特市政协副主席、第一届内蒙古自治区政协常委。1953年到1978年，历任绥远省文史研究馆第一任馆长、内蒙古自治区文史研究馆第一任馆长。
1978年，荣祥逝世。

## 著作
荣祥也是诗人、史志专家，被誉为“塞外文豪”。其著作有《瑞芝堂诗钞》、《蒙古族源流浅探》、《包头简志》、《呼和浩特市沿革纪要》等。